# Chelonibiidae
Chelonibiidae es una familia de cirrípedos.

## Géneros
- Chelonibia Leach, 1817
- Stephanolepas Fischer, 1886
- † Protochelonibia Harzhauser & Newman, 2011